# Гордон Митчелл
Гордон Митчелл (при рождении Чарльз Аллен Пенделтон, англ. Charles Allen Pendleton; 29 июля 1923, Денвер, штат Колорадо, США — 20 сентября 2003, Марина-дель-Рей, Штат Калифорния, США) — американский актёр и культурист.
Снялся более чем в ста фильмах, преимущественно малобюджетных. Благодаря мощной фигуре и характерной внешности в основном играл роли суровых, немногословных героев. Гордон Митчелл не завоевал высших наград в культуризме, но был очень известной фигурой на заре этого вида спорта.

## Биография
Чарльз Аллен Пенделтон родился в Денвере. Вскоре после рождения его мать развелась с отцом и переехала в Инглвуд, где и прошло его детство. В школе он перепробовал различные виды спорта и тогда же увлёкся культуризмом. Во время Второй мировой войны служил в армии США. Участвуя в Арденнской операции, попал в плен, но выжил. После освобождения вернулся в США, окончил колледж и стал преподавателем биологии. Кроме того неоднократно (и, как правило, успешно) работал с трудными подростками. После недолгой работы в школе Гордон Митчелл был снова зачислен в армию и воевал в Корее. Митчелл не оставлял тренировок как в колледже, так и на войне. А по возвращении с войны быстро и органично влился в тусовку на Масл-бич. Вскоре, благодаря фактурной внешности, ему дали возможность сняться в нескольких фильмах. В их числе «Человек с золотой рукой», «Десять заповедей» и несколько других, менее известных. Помимо съёмок в фильмах, Митчелл участвовал в представлениях в ночном клубе, принадлежавшем Мэй Уэст.
В начале 1960-х годов он, следуя по стопам актёра и культуриста Стива Ривза, послал свои фотографии одному итальянскому продюсеру, который подписал с ним контракт. До отъезда в Италию он повстречался с ясновидящей, которая спросила его, был ли он когда-либо известен под именем Гордон Митчелл. Пенделтон ответил отрицательно, после чего прорицательница уверила его, что он станет известен именно под таким именем. А по прибытии в Италию ему в качестве сценического псевдонима дали именно это имя. Так он начал работать в Италии и задержался в ней надолго. Поначалу он снимался в основном в фильмах жанра пеплум. Потом стал появляться в спагетти-вестернах. В 1970-х годах диапазон его ролей расширился. Он играл мафиозо, военных, злодеев в фильмах ужасов, нацистов, маньяков, пиратов и прочих отрицательных персонажей в различных жанрах. Русскоязычному зрителю актёр более всего известен благодаря колоритной роли киллера в фильме «Укол зонтиком». Также он снялся в фильмах «Она» Ави Нешера и «Сатирикон» Федерико Феллини.
Митчелл был близким другом Ричарда Харрисона, Майка Монти и Джона П. Дьюлени. Вместе с ними Митчелл играл в низкобюджетных боевиках, снимаемых на Филиппинах в 1980-х годах. В конце 1980-х годов Митчелл вернулся в США и продолжал сниматься до самой смерти. Также он владел спортивным залом World Gym International. В возрасте 80 лет Гордон Митчелл умер во сне в своём доме в Марина-дель-Рей, Калифорния. Похороны актёра и спортсмена почтили своим присутствием Арнольд Шварценеггер, Луи Ферриньо, Франко Коломбо, Джо Голд, а также множество прочих известных культуристов.

## Избранная фильмография
| Год  |   | Русское название               | Оригинальное название                | Роль                |
| ---- | - | ------------------------------ | ------------------------------------ | ------------------- |
| 1955 | ф | Человек с золотой рукой        | The Man with the Golden Arm          | офицер полиции      |
| 1956 | ф | Десять заповедей               | The Ten Commandments                 | египетский стражник |
| 1956 | ф | Вокруг света за 80 дней        | Around The World In 80 Days          | массовка            |
| 1958 | ф | Молодые львы                   | The Young Lions                      | эпизодическая роль  |
| 1959 | ф | Рио Браво                      | Rio Bravo                            | ковбой в баре       |
| 1960 | с | Сумеречная зона                | The Twilight Zone                    | солдат              |
| 1960 | ф | Спартак                        | Spartacus                            | гладиатор           |
| 1961 | с | Мэверик                        | Mavericke                            | Снеговик            |
| 1964 | ф | Али-Баба против семи сарацинов | Sindbad contro i sette saraceni      | Омар                |
| 1965 | ф | Сокровища Каменного леса       | Il tesoro della foresta pietrificata | Ундинг              |
| 1967 | ф | Блики в золотом глазу          | Reflections in a Golden Eye          | сержант             |
| 1968 | ф | По ту сторону закона           | Al di là della legge                 | Бертон              |
| 1969 | ф | Сатирикон                      | Fellini Satyricon                    | грабитель           |
| 1979 | ф | Доктор Джекилл и милая дама    | Dottor Jekyll & gentille signora     | Преториус           |
| 1980 | ф | Укол зонтиком                  | Le Coup Du Parapluie                 | Московитц, киллер   |
| 1981 | ф | Инчхон                         | Inchon                               | офицер              |